# Josef Vomáčka
Josef Vomáčka (* 17. července 1945, Praha) je publicista, novinář, filmový kritik, rozhlasový redaktor a režisér, galerista a kurátor.

## Život a profesní kariéra
Josef Vomáčka žil v letech 1946–1952 v Litvínově a poté se vrátil do Prahy. Středoškolská studia absolvoval v Praze na Gymnáziu Botičská, kde byla jeho spolužačkou Ivana Zelníčková, později provdaná Trumpová. Povinnou dvouletou vojenskou službu strávil u tankového vojska. V 60. letech absolvoval dva roky studia na Fakultě architektury Českého vysokého učení technického. V roce 1964 ČVUT opustil a nastoupil jako osvětlovač ve Filmovém studiu Barrandov. Zažil zde vrchol nové vlny československého filmu a pracoval pro přední české režiséry (Věra Chytilová, Jiří Krejčík, Ladislav Rychman, Ján Roháč, Zbyněk Brynych, Otakar Vávra, Oldřich Lipský) na filmech Starci na chmelu, Kdyby tisíc klarinetů, Romance pro křídlovku, A pátý jezdec je strach nebo Tajemství čínského karafiátu s Olgou Schoberovou.
V letech 1966–1969 pracoval jako zvukový režisér vysílání v Československém rozhlasu. Během normalizačních prověrek byl propuštěn a přechodně se živil jako prodavač zeleniny. Poté nastoupil do propagačního oddělení Národního podniku Laktos, kde obnovil např. značku prvorepublikových ovocných jogurtů JoVo a zavedl název čerstvého termizovaného sýru Lučina. V Laktosu navázal kontakt s ROH v Supraphonu a během normalizace připravil jako spoludramaturg řadu neveřejných filmových promítání v Divadle hudby, Divadle Rubín a Divadle v Řeznické. Roku 1976 se mu podařilo spolu s manželkou navštívit Paříž, ale poté až do roku 1989  směl cestovat pouze do socialistických zemí.
V Laktosu připravoval také zahraniční zájezdy pro zaměstnance. Zorganizoval okružní cestu kolem Japonska lodí Olga Sadovskaja a měsíční zájezd do Číny a Vietnamu, kterého se zúčastnila i řada výtvarníků a fotografů, maskovaných jako zaměstnanci Laktosu. Spolupracoval na organizaci cesty 1 000 mlékařů lodí Michail Kalinin (která patřila koncernu Holiday Inn) v roce 1987 z Lisabonu do Warnemünde. Koncem 80. let vyřizoval zájezd do Jugoslávie pro Alexandru Berkovou a spřátelil se s jejím mužem Vladimírem Novákem a členy neformálního sdružení 12/15. Stal se jejich manažerem a roku 1988 připravil tehdy největší nezávislou výstavu na zámku v Kolodějích, kterou navštívilo kolem 12 000 lidí, později až do roku 2005 dalších šest výstav 12/15.
V letech 1995–2005 vedl malou galerii U kamene v Chebu a byl kurátorem několika výstav v Chebu, Praze a v Opavě. V letech 2006–2020 byl kurátorem sokolovské výstavní síně v klášterním kostele sv. Antonína Paduánského. V letech 1998–2006 spolupracoval na doprovodných programech Galerie Rudolfinum.
Po roce 1990, s přestávkou v letech 1995–1998, připravoval 20 let pořady o filmech pro Český rozhlas a Českou televizi (Regina Praha, Vltava, ČT3, ČT2). Do roku 1995 působil jako dramaturg a provozovatel předních pražských jazzových klubů. V letech 1990–1994 byl organizačním ředitelem Syndikátu novinářů České republiky a roku 1994 ředitelem nakladatelství Pragma. V letech 1990–1995 byl šéfredaktorem týdeníku PRO, specializovaného na kulturu a filmové recenze. Po dobu devíti let se podílel na pořadu Svět filmu a dalších sedm let na Filmovém týdeníku. Organizoval filmové projekce na menších nezávislých filmových festivalech a byl členem odborné poroty filmové ceny Trilobit.
V letech 1994–2010 byl ředitelem marketingu stavební, investiční a obchodní společnosti Bohemia Real Invest. Píše recenze o architektuře pro web ČT 24 a působí jako spolupracovník vědeckých konferencí a výstav o architektuře a urbanismu (Archifest, Europan, Fragnerova galerie v Praze). Přispívá články do časopisů Atelier, Architekt, Panorama, Klíč, PRO, Reflex nebo pro web ČT 24. Působí jako filmový kritik, kurátor výstav výtvarného umění a architektury i průvodce Prahou. Přednáší o architektech a pražské architektuře.
Od 90. let organizuje specializované zahraniční zájezdy s agenturou Ars Viva a s cestovní divizí Galerie Jaroslava Fragnera v Praze a přednáší o nich v Městské knihovně v Praze.
Realizoval více než 237 výstav moderního českého umění v českých galeriích i v zahraničí (Haus am Waldsee Berlin, Niederoesterreichische Landesmuseum Wien, Stilwerk Berlin, Alte Schule Berlin). Působí jako člen správní rady Spolku Architectura a je členem spolku ArtLib.

### Osobní život
Josef Vomáčka byl ženatý a má dvě děti. Po téměř třicet let se přátelil s Hanou Hegerovou, se kterou sdílel společný zájem o architekturu a urbanistiku. Hana Hegerová byla posluchačkou jeho pořadů v rozhlasu a sama ho oslovila. Na počátku pandemie covidu-19 se v Čechách nakazil koronavirem těsně před odjezdem do Paříže, kde pak propukly první příznaky. Upadl zde do bezvědomí a po převozu do nemocnice byl po tři měsíce v ohrožení života, ochrnul na obě nohy a pravou ruku. Po převozu do Prahy a intenzivní dvouměsíční rehabilitaci se znovu postavil na nohy, ale teprve po roce se znovu naučil chodit bez opory.